# Menfi
Menfi er en italiensk by (og kommune) i regionen Sicilien i Italien, med omkring 11.814(2023) indbyggere. 